# Seznam slovenských hráčů v KHL v sezóně 2010/2011
Toto je seznam hráčů Slovenska v sezóně 2010/2011 KHL.
- HK Spartak Moskva • Ivan Baranka • Martin Cibák • Juraj Mikuš • Jaroslav Obšut • Branko Radivojevič • Štefan Ružička
- OHK Dynamo Moskva • Dominik Graňák • Juraj Kolník • Miroslav Šatan • Martin Štrbák
- Avtomobilist Jekatěrinburg • Miroslav Lazo • Michal Sersen • Tomáš Slovák
- Dinamo Riga • Juraj Mikuš • Róbert Petrovický • Tomáš Surový
- HK Jugra Chanty-Mansijsk • Tomáš Bulík • Vladimír Dravecký • Marek Zagrapan
- Severstal Čerepovec • Martin Cibák • Rastislav Staňa
- HK Dinamo Minsk • Peter Podhradský • Jozef Stümpel
- Atlant Mytišči • Milan Bartovič • Jaroslav Obšut
- Ak Bars Kazaň • Marcel Hossa
- Amur Chabarovsk • Roman Kukumberg
- Avangard Omsk • Marek Svatoš
- Lokomotiv Jaroslavl • Pavol Demitra
- CHK Neftěchimik Nižněkamsk • Peter Mikuš
- Salavat Julajev Ufa • Tomáš Starosta
- Traktor Čeljabinsk • Roman Kukumberg